# 감비아강

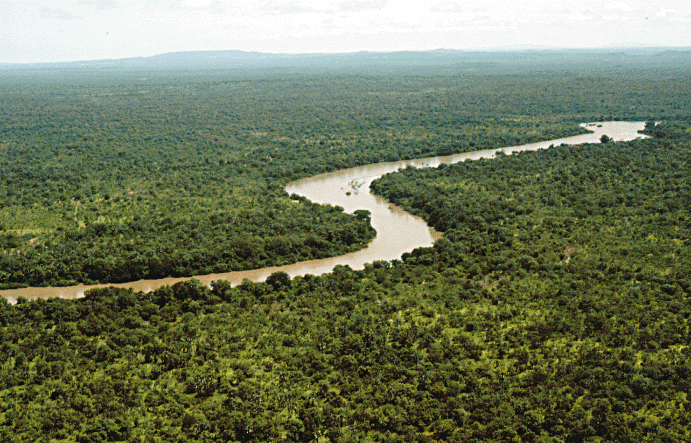

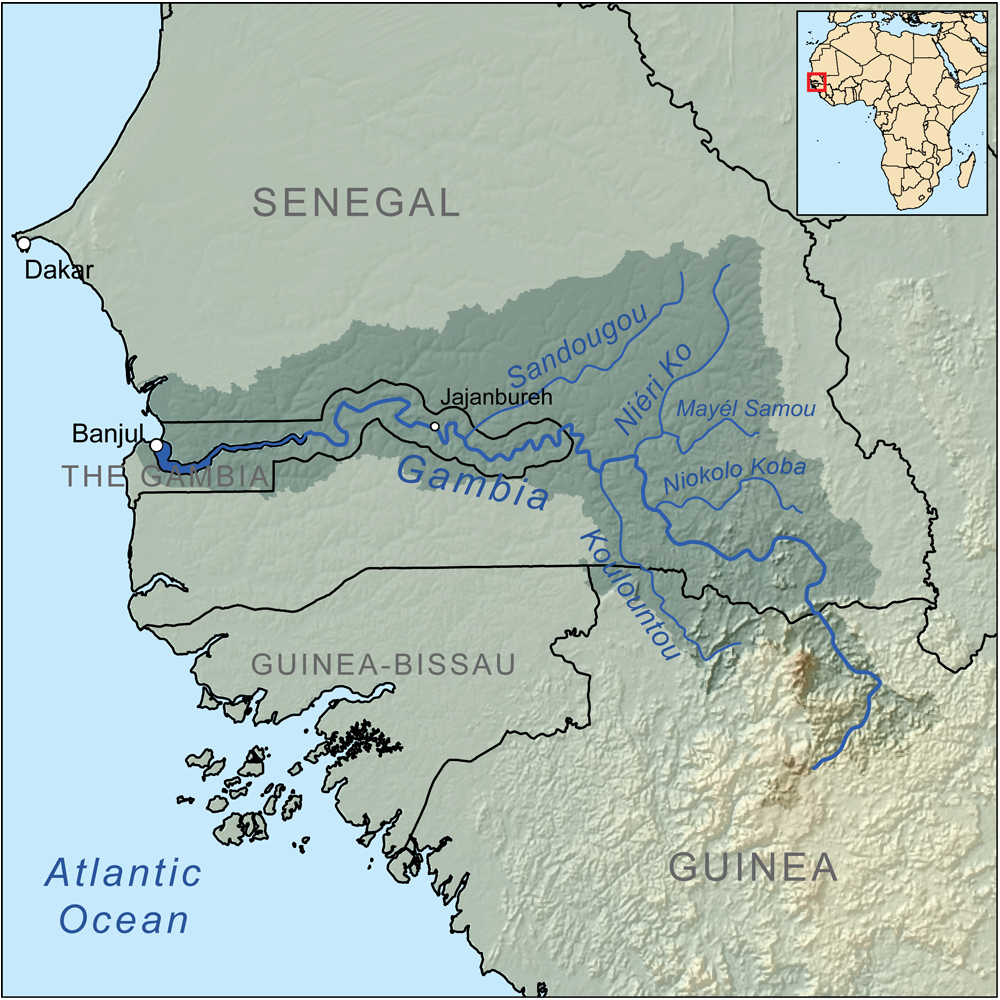
감비아강의 지도

감비아강(Gambia River)은 아프리카의 대형 하천이다. 기니 북쪽의 푸타 잘롱(Fouta Djallon) 고지에서 발원하여 서쪽으로 1,300 km 이르는 유역에 걸쳐 흐르고 있다. 이 강의 하구는 감비아의 수도 반줄에서 대서양과 접하고 있으며, 하구에서부터 총 유역의 절반까지는 배로 항해할 수 있다.
이 강은 아프리카에 가장 작은 나라인 감비아로 인해 유명한데, 감비아는 강의 하류 부분 절반과 두 개의 하구를 영토로 하고 있다.
강의 하구인 Juffure 근처에는 노예무역에 사용된 제임스섬이 있는데, 이곳은 UNESCO의 세계유산으로 선정되었다.